# Dani Karawan

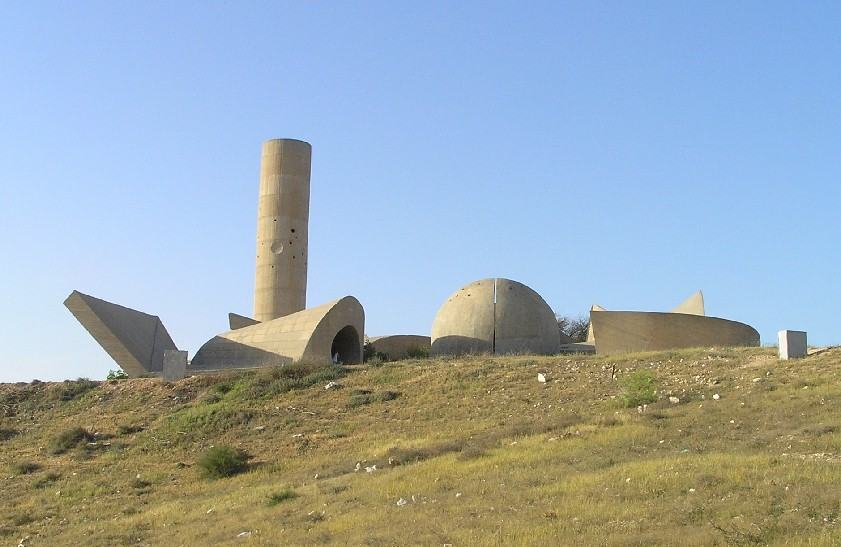
Pomnik Negew, Beer Szewa

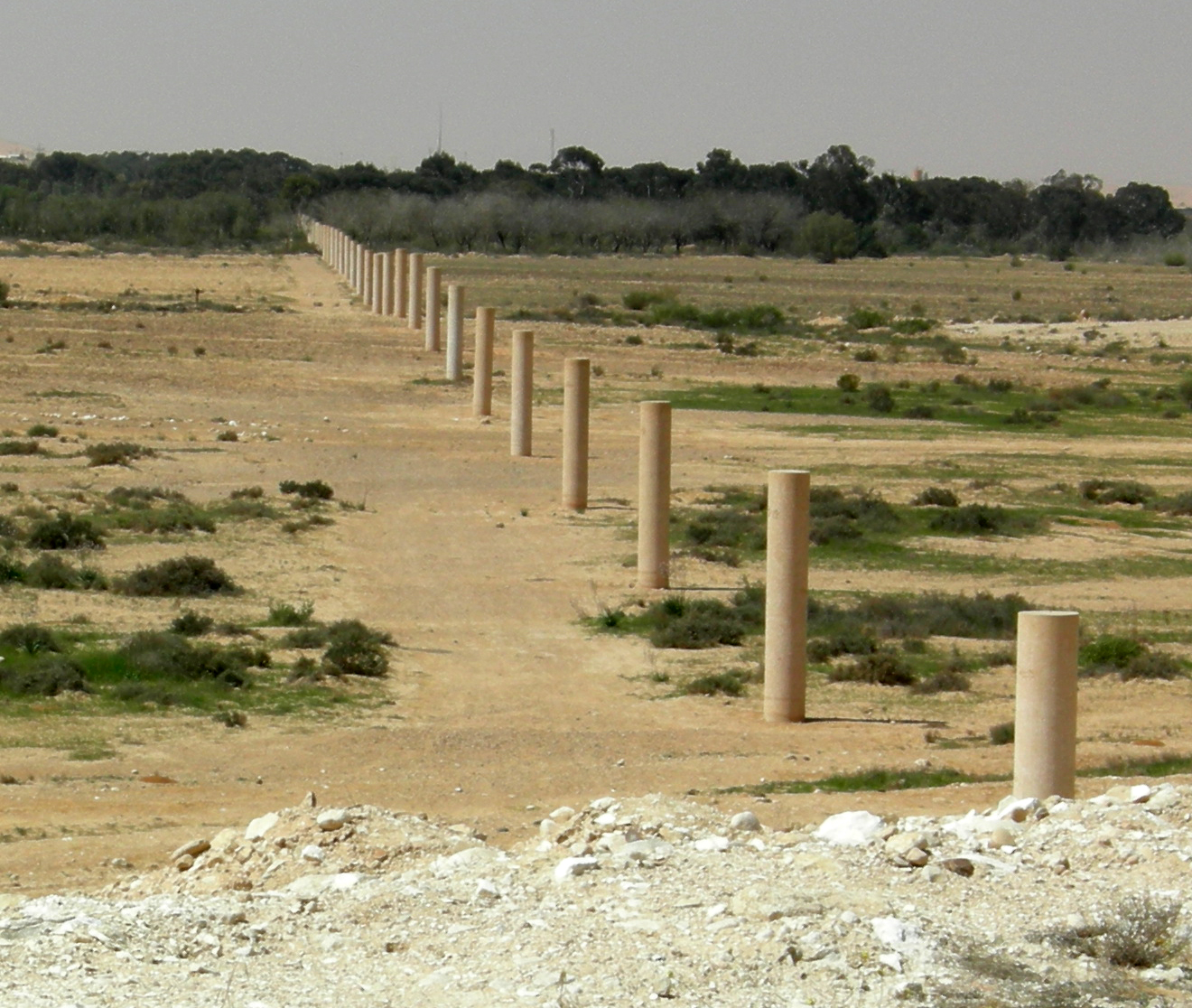
„Droga Pokoju” 1996–2000 pomiędzy Izraelem a Egiptem

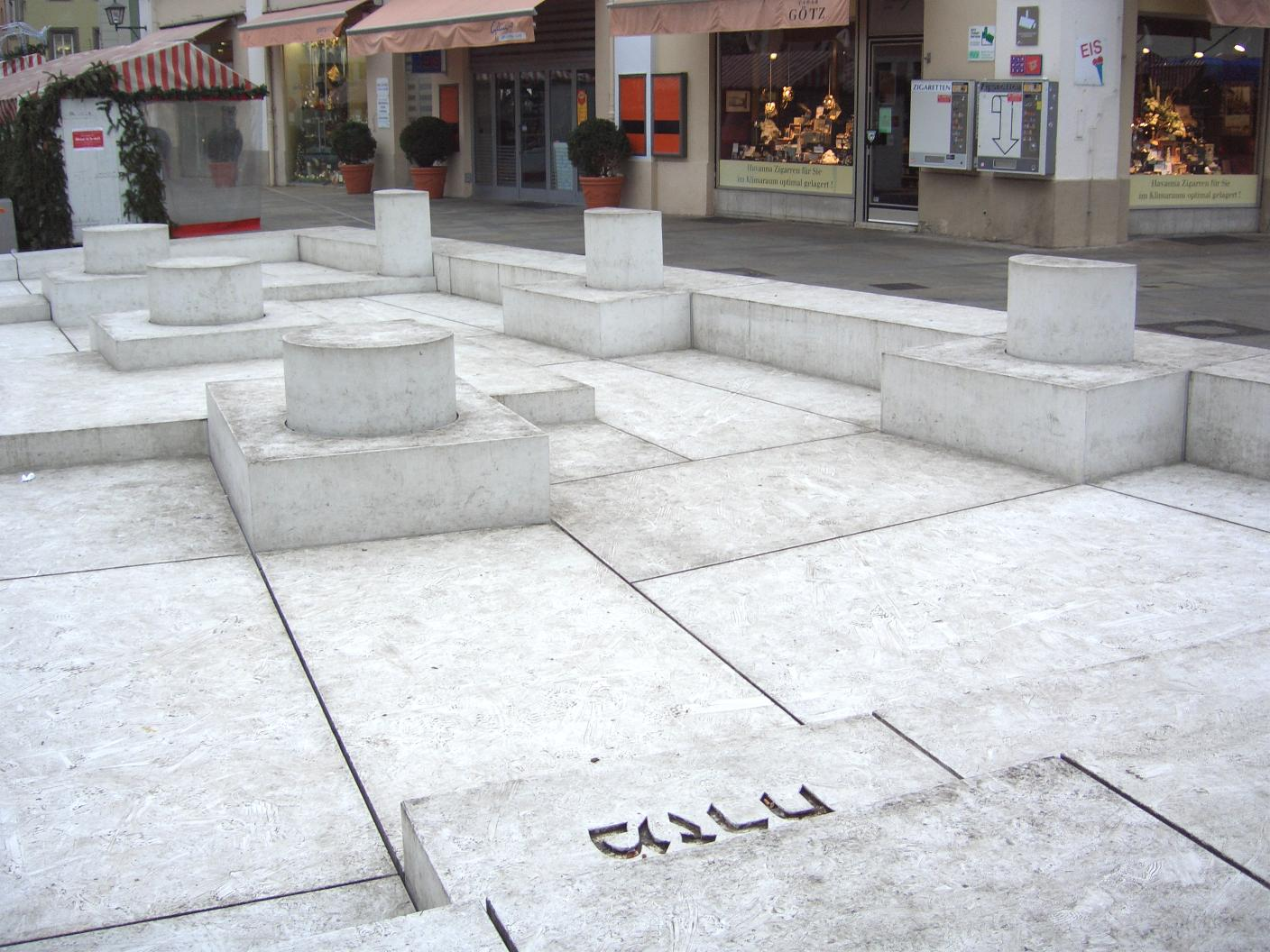
Pomnik najstarszej synagogi w Ratyzbonie (2005) zniszczonej w 1519. Inskrypcja: „מזרח” w hebrajskim oznacza „wschód”

Dani Karawan (hebr. ‏דני קרוון‎, ur. 7 grudnia 1930 w Tel Awiwie, zm. 29 maja 2021 tamże) – izraelski rzeźbiarz znany z tworzenia oryginalnych pomników, które często są tak wkomponowane w otoczenie, że sprawiają wrażenie integralnej części krajobrazu.

## Życiorys
Jego ojciec Awraham był głównym architektem krajobrazu w Tel Awiwie w latach 1940–1960. Dani w wieku lat 14 rozpoczął naukę malarstwa. W 1943 roku studiował u Marcela Janco, w latach 1943–1949 kontynuował naukę w Bezalel School of Art w Jerozolimie. W latach 1948–1955 żył w kibucu, po czym wrócił do sztuki. Od 1956 do 1957 studiował techniki fresku w Accademia delle Belle Arti we Florencji i rysunku w Académie de la Grande Chaumière w Paryżu.
Wykonał wiele stałych instalacji w postaci reliefów ściennych w izraelskich sądach i instytucjach badawczych. Przykładami jego prac są Jerusalem City of Peace w Knesecie oraz płaskorzeźby ścienne wykonane między 1962 a 1967 rokiem w Trybunale Sprawiedliwości w Tel Awiwie. Dla Instytutu Nauki Weizmana zrobił relief From the Tree of Knowledge to the Tree of Life (1964) oraz Pomnik Holocaustu w 1972 roku.
Podczas Biennale w Wenecji w 1976 roku reprezentował Izrael rzeźbą Jerusalem City of Peace. Po wystawie otrzymał wiele międzynarodowych propozycji – w tym z Francji, Niemiec, Japonii, Korei Południowej, Hiszpanii i Szwajcarii. Jedną z takich prac jest pomnik zbudowany w latach 1990–1994, zatytułowany Passages dla uczczenia pamięci Waltera Benjamina. Znajduje się on w Katalonii w Portbou na granicy hiszpańsko-francuskiej.
Działalność na rzecz Białego Miasta, modernistycznego zespołu miejskiego w Tel Awiwie, w połączeniu z wystawą na temat architektury miejskiej w Tel Awiw Museum of Art w połowie lat 80. XX wieku, skłoniła ówczesnego burmistrza Tel Awiwu Szelomo Lahata do podjęcia działań mających na celu wpis na Listę Światowego Dziedzictwa UNESCO.
W 2003 roku pomysł uzyskał akceptację UNESCO.

## Nagrody i wyróżnienia
- W 1977 otrzymał Nagrodę Izraela[4][5].
- W 1997 odznaczony Pour le Mérite za Naukę i Sztukę[6].
- W 1998 dostał Praemium Imperiale[7]
- Uhonorowany tytułem Artysty UNESCO na rzecz Pokoju

## Lista prac
- Pomnik Negew (1963–1968, Beer Szewa)
- Pomnik Holocaustu, (1972, Weizmann Institute of Science, Rechowot)
- Kikar Levana (1977–1988, Tel Awiw)
- Wieża Łez (pomnik-instalacja w Muzeum Jad la-Szirjon, Latrun)
- Axis of the Metropolis (1980, Cergy-Pontoise, Francja)
- Tzaphon (żelazna rzeźba w postaci dysku na placu wejściowym Landtagu Nadrenii Północnej-Westfalii, Düsseldorf, Niemcy, 1990)
- The Way of Human Rights (1989–93, Germanisches Nationalmuseum, Norymberga, Niemcy)
- Pasaże, memoriał w hołdzie Waltera Benjamina (1990–1994, Portbou, Katalonia)
- Droga do Hidden Garden (1992–1999, Sapporo, Art Forest, plenerowa galeria, Japonia)
- Ma’ayan (1993-95, Prefektura Miyazaki, Muzeum Sztuki, Japonia)
- Way of Peace (1996–2000, Pustynia Negew w pobliżu Niccany)
- Bereszit (hebr.: Genesis, 2000 Kirishima Art Forest, Prefektura Kagoshima, Japonia)
- Pomnik najstarszej Synagogi w Ratyzbonie, 2005
- Pomnik Sinti i Romów Ofiar Narodowego Socjalizmu 2012[8]